# U132 (潜水艦)
U-132は第二次世界大戦中に活動したナチス・ドイツ海軍のVIIC型Uボートである。U-132は1940年8月10日にブレーメン・フェーゲザックにあるブレーマー・ヴルカン造船所で建造番号11として起工され、1941年4月10日に進水し、同年5月29日にエルンスト・フォーゲルザング少佐の指揮の下、就役した。
4回の哨戒で、U-132は10隻の船合計37,280総登録トンと2,216トンを撃沈した。U-132は3つのウルフパックに参加した。U-132は1942年11月にSC107船団を攻撃した後沈没した。

## 艦歴

### 第1哨戒
1941年9月7日、U-132はトロンハイムを出港して第1哨戒を開始した。ノールカップを周り、U-132は東へ向かう前ムルマンスク北西のバレンツ海の海域で縦横に移動した。10月18日、U-132はソ連船アルグンとSKR-11ウラルの2隻を撃沈した。
10月21日、U-132は同ノルウェーのキルケネスにドック入りした。

### 第2哨戒
1941年10月下旬にキルケネスからトロンハイムに帰還し、U-132は2回目の急襲を開始した。U-132はアイスランドとフェロー諸島の隙間を通る西へ向かう航路を進み、レイキャビクの西10海里(19km、12マイル)地点に行った。29日、ここでU-132はアレキサンダー・ハミルトンを撃沈した。
U-132は占領中のフランスのラ・パリス港に移動し、2月8日に到着した。

### 第3哨戒
1942年6月10日、U-132はラ・パリスを出港して最も成功した哨戒を開始した。大西洋を横断し、U-132はセントローレンス湾の海運を攻撃した。
7月6日、U-132は短期間でQS-15船団の3隻の船アナスタシオス・パテラス、エノー、ディナリックをケベック州キャップ・シャット南東で撃沈した。船団を護衛中のカナダ掃海艇ドラモンドヴィルは爆雷攻撃で反撃した。ドラモンドヴィルからの爆雷でバラストポンプが損傷し、4 m³の燃料が流出した。
14日後の7月20日、U-132はQS-19船団のフレデリカ・レンセンをアンティコスティ島付近で攻撃した。レンセンはグラン・ヴァレ湾まで曳航され浜に打ち上げられたが、竜骨が破損していたため、全損が宣言された。
7月29日、U-132はON113船団を目撃し、翌日そのうちの1隻を撃沈した。
8月16日、U-132はラ・パリスに帰還した。

### 第4哨戒と沈没
1942年10月6日、U-132はラ・パリスを最後に出港した。ファーベル岬(グリーンランド)南東で活動し、U-132はホッベマとエンパイア・リンクスを撃沈して勝利したが、11月4日、U-132とU-442の攻撃を受けた給兵艦ハチムラが爆発した時の破片の落下によりおそらく沈没した。47名の乗組員全員が死亡した。

### ウルフパック
U-132は3つのウルフパックに参加した。
- エンドラス (1942年6月12日～17日)
- パンター (1942年10月13日～19日)
- ファイルヒェン (1942年10月2 日～11月3日)

### 当初の沈没記録
当初は翌日の1942年11月5日にイギリス空軍第120飛行隊の航空機によって沈没したと記録されていた。第120飛行隊の攻撃はU-132が不注意で沈没したファーベル岬南東と同じ海域で行われ、実際には付近で活動していたU-89が大破したが、沈没はしなかった。

## 戦果一覧
| 日付           | 船名                       | 国籍                 | 総トン数 | 結果 | 位置                                                  | 死者 |
| -------------- | -------------------------- | -------------------- | -------- | ---- | ----------------------------------------------------- | ---- |
| 1941年10月18日 | アルグン                   | ソビエト連邦         | 3,487    | 沈没 | 北緯67度41分 東経41度03分 / 北緯67.683度 東経41.050度 | 不明 |
| 1941年10月18日 | SKR-11ウラル               | ソビエト連邦海軍     | 557      | 沈没 | 北緯67度33分 東経41度08分 / 北緯67.550度 東経41.133度 | 40   |
| 1942年1月29日  | アレキサンダー・ハミルトン | アメリカ合衆国海兵隊 | 2,216    | 沈没 | 北緯64度10分 西経22度56分 / 北緯64.167度 西経22.933度 | 32   |
| 1942年7月6日   | アナスタシオス・パテラス   | ギリシャ             | 3,382    | 沈没 | 北緯49度30分 西経66度30分 / 北緯49.500度 西経66.500度 | 3    |
| 1942年7月6日   | ディナリック               | イギリス             | 2,555    | 沈没 | 北緯49度30分 西経66度30分 / 北緯49.500度 西経66.500度 | 4    |
| 1942年7月6日   | エノー                     | ベルギー             | 4,312    | 沈没 | 北緯49度13分 西経66度49分 / 北緯49.217度 西経66.817度 | 1    |
| 1942年7月20日  | フレデリカ・レンセン       | イギリス             | 4,367    | 全損 | 北緯49度22分 西経65度12分 / 北緯49.367度 西経65.200度 | 4    |
| 1942年7月30日  | パシフィック・パイオニア   | イギリス             | 6,734    | 沈没 | 北緯43度30分 西経60度35分 / 北緯43.500度 西経60.583度 | 0    |
| 1942年11月4日  | エンパイア・リンクス       | イギリス             | 6,379    | 沈没 | 北緯55度20分 西経40度01分 / 北緯55.333度 西経40.017度 | 0    |
| 1942年11月4日  | ハチムラ*                  | イギリス             | 6,690    | 損傷 | 北緯55度30分 西経40度00分 / 北緯55.500度 西経40.000度 | 28   |
| 1942年11月4日  | ホッベマ                   | オランダ             | 5,507    | 沈没 | 北緯55度28分 西経39度52分 / 北緯55.467度 西経39.867度 | 4    |

*この船を撃沈した功績はU-442にある